# Lungul drum al pâinii către casă
Lungul drum al pâinii către casă este un film românesc din 1974 regizat de Constantin Vaeni.